# The Witches
The Witches é um filme feito britânico de 1966, do gênero terror, dirigido por Cyril Frankel, baseado no livro de Norah Lofts The Devil's Own.

## Sinopse
Uma professora, Gwen Mayfield (Joan Fontaine), está trabalhando num país pobre da África e é forçada pelos nativos locais a abandonar a escola, sofrendo forte pressão psicológica de um curandeiro praticante de cultos vodu. Retornando para a Inglaterra após enfrentar uma crise nervosa, ela é convidada a trabalhar num vilarejo afastado chamado Heddaby, onde é bem recebida pelos moradores e curiosamente descobre que não existem igrejas, pois a única está abandonada e destruída há duzentos anos.
Entre os moradores estão o casal de irmãos Alan Bax (Alec McCowen) e Stephanie (Kay Walsh), proprietários da escola, o jardineiro Dowsett (John Collins), o açougueiro Bob Curd (Duncan Lamont), que demonstra grande habilidade em arrancar a pele de coelhos, a jovem Valerie Creek (Michele Dotrice), filha da governanta da escola, e que está sempre disposta a servir a recém chegada professora, e outros. E entre os alunos destaca-se um casal de namorados adolescentes, Ronnie Dowsett (Martin Stephens, garoto que esteve anos antes nos clássicos "Os Inocentes" e "A Aldeia dos Amaldiçoados") e Linda Rigg (Ingrid Brett), que desperta uma atenção especial da Prof. Mayfield, por causa de estranhos acontecimentos com eles e suas famílias, que aos poucos vão revelando uma série de mistérios no pequeno vilarejo, envolvendo rituais de feitiçaria.

## Elenco
- Joan Fontaine como Gwen Mayfield
- Alec McCowen como Alan Bax
- Kay Walsh como Stephanie Bax
- Ann Bell como Sally Benson
- Ingrid Boulting como Linda Rigg
- Gwen Ffrangcon Davies como Granny Rigg
- John Collin como Dowsett
- Michele Dotrice como Valerie Creek